# Chislet (village)

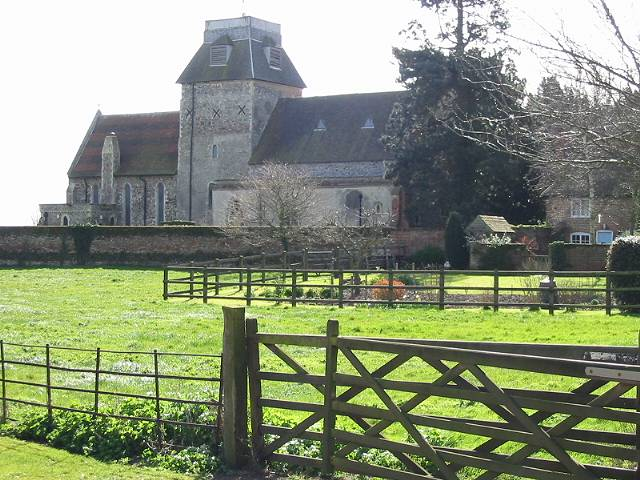
l'Église de Sainte-Marie Vierge, Chislet village

Chislet est un village situé dans le district de Canterbury.

## Histoire
Les travaux de la mine de charbon débutent en 1914. La mine commence à produire en 1918. La houillère ferme le 25 juillet 1969. Chislet avait un moulin à vent qui a brûlé en 2005.